# Basaburua
Basaburua település Spanyolországban, Navarra autonóm közösségben. Basaburua Ezkurra, Eratsun, Saldías, Beintza-Labaien, Ultzama, Leitza, Larraun és Imotz községekkel határos. Lakosainak száma 833 fő (2024).

## Népesség
A település népessége az elmúlt években az alábbi módon változott:
| Lakosok száma | 667  | 683  | 834  | 851  | 876  | 871  | 850  | 834  | 842  | 833  |
|               | 2001 | 2004 | 2007 | 2009 | 2012 | 2014 | 2017 | 2019 | 2022 | 2024 |